# Wydawnictwo Dowody

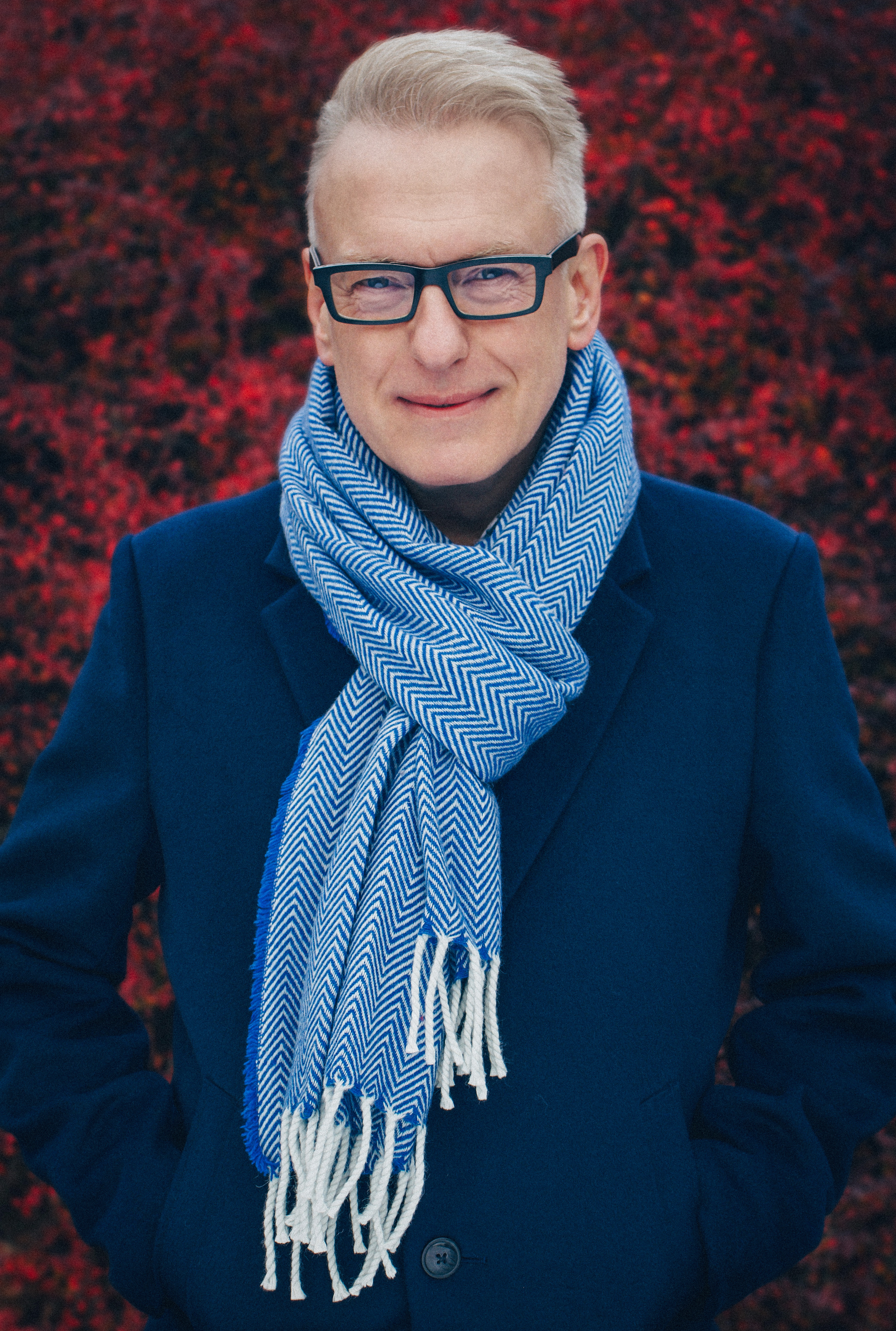
Mariusz Szczygieł

Wydawnictwo Dowody (do 2023 Dowody na Istnienie) – polska oficyna wydawnicza powstała w 2014 roku, działająca w ramach Fundacji Instytut Reportażu w Warszawie. Prowadzą je Julianna Jonek-Springer (redaktorka naczelna) i Mariusz Szczygieł.
Oficyna specjalizuje się w wydawaniu reportaży, prozy czeskiej oraz esejów. Do jej najbardziej rozpoznawalnych autorów należą: Kamil Bałuk, Joanna Gierak-Onoszko, Olga Gitkiewicz, Anna Goc, Urszula Jabłońska, Jarosław Mikołajewski, Jakub Sieczko, Mariusz Szczygieł. Wydawnictwo wznowiło również stare zbiory reportaży i esejów takich autorów jak np. Jolanta Brach-Czaina, Hanna Krall, Włodzimierz Nowak, Andrzej Mularczyk, Miron Białoszewski, ale też klasyka literatury faktu Thomasa Wolfe’a. W ramach serii czeskiej opublikowało dzieła m.in. Oty Pavla, Josefa Škvorecky’ego o Pavla Kohouta.
Aktualne serie wydawnicze to: Reporterska, Stehlik (po czesku „szczygieł”) oraz Esy-floresy.
Największymi sukcesami wydawnictwa są "27 śmierci Toby’ego Obeda" Joanny Gierak-Onoszko, "Nie ma" Mariusza Szczygła, "Głusza" Anny Goc, "Nie zdążę" Olgi Gitkiewicz oraz "Różewicz. Rekonstrukcja" Magdaleny Grochowskiej.
W 2023 roku zmieniła nazwę z „Wydawnictwo Dowody na Istnienie” na „Wydawnictwo Dowody”. Poprzednia nazwa wydawnictwa nawiązywała do zbioru reportaży Hanny Krall Dowody na istnienie.
W 2023 roku reportaż "Głusza" Anny Goc, o sytuacji głuchych w Polsce, wygrał 14. edycję Nagrody im. Ryszarda Kapuścińskiego.